# Roberto Parra (cantautor)
Luis Roberto Parra Sandoval, también conocido como Tío Roberto (Santiago, 29 de junio de 1921-Santiago, 21 de abril de 1995), fue un músico, cantautor y folclorista chileno, miembro de la familia Parra, tal como sus hermanos Nicanor, Hilda, Violeta y Eduardo, entre otros.
Pieza clave de la cultura guachaca chilena, es famoso por ser el compositor y el primer intérprete de las décimas de La negra Ester y ejercer influencia en la denominada cueca chora.

## Biografía

### Los inicios
Hijo del maestro de escuela y músico (guitarrista y violinista) Nicanor Parra Parra y de la modista, tejedora y cantora campesina Rosa Clarisa Sandoval Navarrete. Fue el quinto integrante de la familia Parra, después de Nicanor, Hilda, Violeta y Eduardo, y antes de Caupolicán, Elba, Lautaro y Óscar. Sus comienzos en la música se vieron precipitados por la muerte de su padre en 1929; cantó en las calles y pueblos aledaños a Chillán y Parral junto con sus hermanos Hilda, Violeta y Eduardo.
En 1935 comenzó a afianzar su oficio de guitarrista trabajando como músico en diversos circos, cabarés y boliches del sur de Chile. Hasta fines de los años 1950, se hizo conocido como músico del ambiente, viajando de norte a sur de Chile para animar la vida provinciana. En 1938 formó el dúo Los Hermanos Parra junto con Eduardo.
En estos tiempos, además, trabajó esporádicamente en diversos oficios: fue enfierrador en el dique de Valparaíso, lazarillo, diarero, lustrador, acarreador de viandas para un preso de cárcel, soldador, ayudante de mecánico, carpintero y dueño de una mueblería.

### La cultura guachaca
En septiembre de 1958, llegó por primera vez al puerto chileno de San Antonio, donde fue contratado como guitarrista en la orquesta del cabaré Luces del Puerto. En la boite Río de Janeiro conoció a la Negra Ester, artista de boite con la que inició un romance que, décadas más tarde, quedó inmortalizado en un libro de décimas y en la correspondiente puesta de escena de la compañía Gran Circo Teatro dirigida por Andrés Pérez.
En este periodo comenzó a desarrollar su vena creadora de músico y poeta; su primera composición conocida, la cueca «El chute Alberto», inició una serie de cuecas urbanas que denominó «cuecas choras». Estas cuecas cambiaron los parámetros conocidos de la cueca tradicional chilena. Se trata de cuecas con mayor picardía, hermanadas con el hampa y la cultura popular de los barrios bravos en los que se juntan los campos y las ciudades.
Su sobrina, Isabel Parra, se refiere a sus cuecas de la siguiente manera:

Para nosotros era natural que hiciera ese tipo de cuecas, porque esas cuecas eran como él: hablaban de su vida, de su forma de ser; eran totalmente distintas a las cuecas campesinas que mi mamá había recopilado en el sur de Chile. Escuchar al Tío Roberto cantar esas cuecas y escucharlo hablar a él era lo mismo.

### Grabaciones
La familia Parra fue un pilar fundamental para que Roberto continuase desarrollando su labor cultural. Sus sobrinos Isabel y Ángel crearon la Peña de los Parra en una vieja casona ubicada en Carmen 340, Santiago, en el otoño austral de 1965. Roberto participó en la habilitación del local y fue invitado permanente a las veladas artísticas, en las que se hizo conocido como el Tío Roberto, alcanzando un importante sitio en la música popular chilena con una inconfundible ejecución de la guitarra, llena de vitalidad y rapidez en el uso de la uñeta. Allí se acuñaron los conceptos de «cueca chora» y «jazz guachaca», expresiones que, según los expertos,[¿quién?] pueden llegar a constituir lo más representativo del folclor urbano de Chile en el siglo XX.

Interpretado en guitarra por el Tío Roberto, el «jazz guachaca» es una síntesis de piezas de música popular de la primera mitad de siglo, que junto a creaciones propias conforman una interesante fuente de estudio para quienes no encuentran su identidad en las expresiones rurales de la música chilena, aquel majadero estereotipo de nuestras «raíces folclóricas».
Sitio web de Roberto Parra

A fines de 1965, prácticamente obligado por su hermana Violeta, que debió someterlo a sesiones «secas» (sin alcohol) para garantizar su buen desempeño en el estudio, grabó sus cuecas para la edición de su primer álbum, Las cuecas de Roberto Parra,lanzadas el año 1967 , del folclor urbano,volumen II ,sello EMi Odeon. Su sucesor fue grabado luego de la partida de Violeta, junto con su sobrino Ángel, y salió a la venta con el nombre de Las cuecas del Tío Roberto en 1970.

### La dictadura y «La Negra Ester»

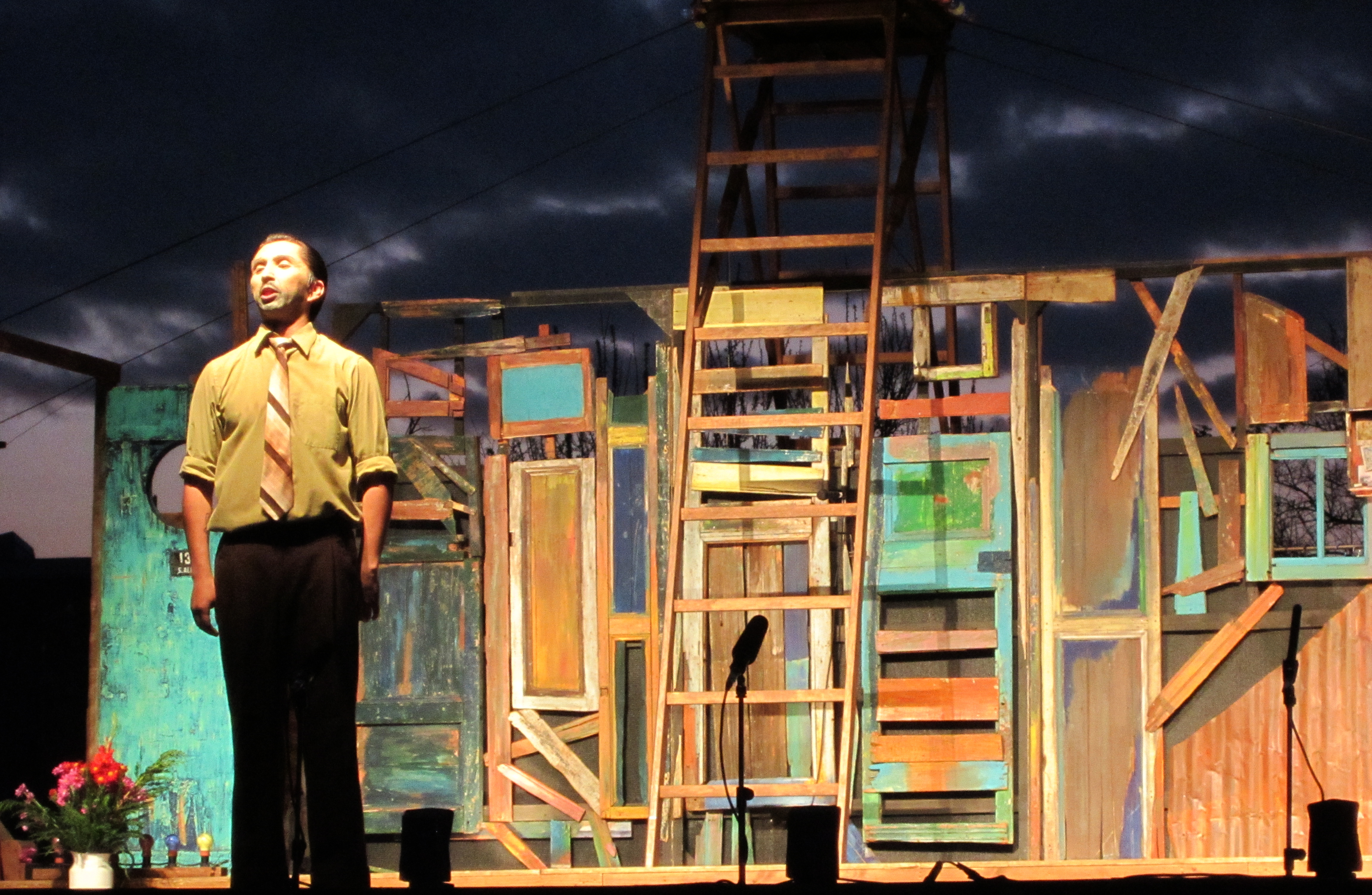
Roberto Parra representado en la obra teatral La Negra Ester, basada en su libro homónimo (presentación en 2012)

Durante la dictadura militar, trabajó como músico ambulante en La Vega, el Mercado Central y otros lugares de la capital chilena para poder subsistir. Fueron años difíciles: a partir de 1975 participó en todas las peñas que se volvieron a crear y fue integrante estable del elenco de la Peña de su sobrino Nano Parra, a partir de su fundación.
Décimas de la Negra Ester, libro que venía escribiendo desde 1971, se publicó en julio de 1980. La compañía Gran Circo Teatro, dirigida por Andrés Pérez, preparó la representación teatral del libro en 1988. Esta fue su consagración como dramaturgo, a la vez que, como músico y compositor, conformó La Regia Orquesta de La Negra Ester, instancia en la que conoció al músico chileno Álvaro Henríquez, que se convirtió posteriormente en el principal discípulo y difusor de su obra. Gran Circo Teatro realizó diversas presentaciones en todo Chile y Europa con esta obra.

### Muerte
Desde 1993 trabajó simultáneamente en varios proyectos artísticos, entre ellos: el montaje de su obra El desquite por parte de la compañía de teatro Sombrero Verde, la preparación de una biografía en décimas de su hermana Violeta y la escritura de libros como El rey Tab y la princesa Nina. Sin embargo, en 1994 su salud se deterioró gravemente, y se le detectó un cáncer de próstata.
En enero de 1995, la Sociedad Chilena del Derecho de Autor (SCD) le entregó la única distinción que él recibió en vida. Falleció en la noche del 21 de abril de 1995, a los 73 años, en compañía de su esposa e hijas. Su funeral se convirtió en un hito que convocó a todo el medio artístico chileno.

## Tributos y legado
El grupo Los Tres, integrado en parte por su amigo Álvaro Henríquez y su sobrino nieto Ángel Parra, realizó numerosas tocatas junto con Roberto Parra en los últimos años de su vida, e incluyó en sus presentaciones algunas de sus composiciones, como el «jazz guachaca» o las cuecas «El arrepentido», «El chute Alberto» y «La vida que yo he pasado». Uno de los recitales realizados por el grupo con Roberto Parra se editó en el disco Peineta (1998), acreditado a «Los Tres presentando a Roberto & Lalo Parra». Por otra parte, el grupo pensaba contar con él para su recital desenchufado para MTV, que, a la postre, se realizó después de su muerte. Se incluyó, al final del concierto, un tributo a su obra que incluyó sus cuecas «El arrepentido», y «La vida que yo he pasado» y el foxtrot «¿Quién es la que viene allí?», que se convirtió en uno de los principales éxitos de la banda, editado en el disco Los Tres MTV Unplugged (1995). Otras composiciones suyas aparecieron versionadas en los álbumes La Yein Fonda (1996), Freno de Mano (2000) y Coliumo (2010).
Todo este reconocimiento público, proveniente del período de la transición a la democracia, se resume de la siguiente manera:

El Gobierno Militar había visto en los grupos de huasos típicos un cómodo modelo de lo nacional, pulcro y clasista, que nada tenía que ver con la genuina cultura popular, rural o callejera, que palpitó a las sombras de la oficialidad. Roberto Parra transitó siempre en el margen, y su tardío reconocimiento puso en evidencia dos modelos en disputa que afloraron con más claridad desde fines de los años ochenta: huasos de gomina versos cuequeros bravos. La cultura de los malls y la comida rápida versus las ferias libres y los mercados populares. Las rubias incandescentes de la televisión frente a las enjundiosas morenas de prostíbulos de mala muerte. [...] Roberto Parra redefinió para siempre en Chile el concepto de cultura popular.
Biografía de Roberto Parra

## Discografía
- 1965: Las cuecas de Roberto Parra , El folclor urbano volumen II ,sello EMI Odeón.Editado 1967 (reeditado como CD en 1995).
- 1966: Carpa de La Reina (varios intérpretes).
- 1972: Las cuecas del tío Roberto (con Ángel Parra).
- 1990: Los tiempos de La Negra Ester
- 1990: El jazz guachaca (varios intérpretes).
- 1998: Peineta (con Los Tres y Lalo Parra).

### EP
- 1971: Las cuecas del Tío Roberto (con Ángel Parra).

## Filmografía
| Año  | Título                      | Papel                      | Notas                   | Ref.  |
| ---- | --------------------------- | -------------------------- | ----------------------- | ----- |
| 1991 | Esto es jazz huachaca       | Música                     | Cortometraje documental | [ 5 ] |
| 1996 | Prontuario de Roberto Parra | Él mismo                   | Cortometraje documental | [ 6 ] |
| 1999 | El desquite                 | Basada en su obra homónima | Largometraje de ficción | [ 7 ] |

## EObra escrita
- Décimas de la Negra Ester (1980)
- Entre luche y cochayuyo (1988)
- El desquite (1996) Obra póstuma
- Poesía popular, cuecas choras y la Negra Ester, F.C.E. (1996); prólogo de Fidel Sepúlveda Llanos
- La vida que yo he pasado (2012) Editorial Pehuén.
- La Negra Ester , décimas, El Desquite. (2006)  Editorial Pehuén